# Thế vận hội Mùa hè 2000
Thế vận hội Mùa hè 2000, tên chính thức là Thế vận hội Mùa hè lần thứ XXVII, được đặt thương hiệu là Sydney 2000 và còn được gọi là "Thế vận hội của Thiên niên kỷ mới", là một sự kiện thể thao đa môn quốc tế được tổ chức từ ngày 15 tháng 9 đến ngày 1 tháng 10 năm 2000 tại Sydney, New South Wales, Úc. Đây là lần thứ hai Thế vận hội Mùa hè được tổ chức tại Úc và ở Nam Bán cầu, sau lần đầu tiên tại Melbourne vào năm 1956.
Các đội tuyển từ 199 quốc gia và vùng lãnh thổ đã tham dự Thế vận hội 2000, và đây là kỳ Thế vận hội đầu tiên có ít nhất 300 nội dung thi đấu trong chương trình thể thao chính thức. Tổng chi phí tổ chức được ước tính vào khoảng 6,6 tỷ đô la Úc. Đây cũng là kỳ Thế vận hội cuối cùng dưới nhiệm kỳ Chủ tịch Ủy ban Olympic Quốc tế (IOC) của Juan Antonio Samaranch, trước khi người kế nhiệm là Jacques Rogge nhậm chức.
Bảng tổng sắp huy chương tại Thế vận hội Mùa hè 2000 do Hoa Kỳ dẫn đầu, tiếp theo là Nga và Trung Quốc, trong khi nước chủ nhà Úc xếp thứ tư toàn đoàn. Cameroon, Colombia, Latvia, Mozambique và Slovenia lần đầu tiên giành được huy chương vàng trong lịch sử tham dự Olympic của họ, trong khi Barbados, Kuwait, Kyrgyzstan, Bắc Macedonia, Ả Rập Saudi và Việt Nam lần đầu tiên giành được huy chương Olympic.
Úc sẽ đăng cai Thế vận hội Mùa hè tại Brisbane vào năm 2032, trở thành quốc gia châu Á - Thái Bình Dương đầu tiên đăng cai Thế vận hội Mùa hè ba lần. Đây cũng sẽ là lần thứ hai Úc đăng cai Thế vận hội Mùa hè sau Hoa Kỳ, khi mà Brisbane sẽ diễn ra sau Los Angeles – nơi đăng cai Thế vận hội Mùa hè 2028.

## Lựa chọn thành phố chủ nhà
Sydney đã giành quyền đăng cai Thế vận hội vào ngày 24 tháng 9 năm 1993, sau khi được chọn vượt qua Bắc Kinh,  Berlin, Istanbul, và Manchester qua bốn vòng bỏ phiếu tại Phiên họp thứ 101 của Ủy ban Olympic Quốc tế (IOC) tổ chức tại Monte Carlo, Monaco. Brasília, Milan, và Tashkent cũng đã nộp đơn tranh cử nhưng rút lui trong quá trình đấu thầu. Thành phố Melbourne của Úc – nơi từng đăng cai Thế vận hội Mùa hè 1956 – đã thất bại trước Atlanta trong cuộc chạy đua giành quyền đăng cai Thế vận hội Mùa hè 1996 ba năm trước đó.
Bắc Kinh sau đó được chọn đăng cai Thế vận hội Mùa hè 2008 vào ngày 13 tháng 7 năm 2001 và Thế vận hội Mùa đông 2022 vào ngày 31 tháng 7 năm 2015 – tức là lần lượt sau 8 năm và 22 năm kể từ thất bại trước Sydney. Milan cũng giành chiến thắng trong cuộc đua đăng cai Thế vận hội Mùa đông 2026 cùng với Cortina d'Ampezzo vào ngày 24 tháng 6 năm 2019 – tức là 26 năm sau thất bại ban đầu. 
Việc Bắc Kinh để thua Sydney được coi là một "đòn giáng mạnh" vào "ưu tiên chính trị cấp bách" của lãnh đạo Đảng Cộng sản Trung Quốc, khi Trung Quốc đã tiến hành chiến dịch vận động đăng cai với mức độ mạnh mẽ và tốn kém nhất vào thời điểm đó (bao gồm cả Thế vận hội mùa hè và mùa đông). Dù không rõ lý do cụ thể khiến hai thành viên của IOC bỏ phiếu cho Sydney thay vì Bắc Kinh vào năm 1993, nhưng có vẻ như chiến dịch của tổ chức Human Rights Watch nhằm "ngăn chặn Bắc Kinh" vì hồ sơ nhân quyền của Trung Quốc và sự cô lập quốc tế sau sự kiện Thiên An Môn năm 1989 đã đóng vai trò quan trọng. Nhiều người dân Trung Quốc cảm thấy phẫn nộ trước điều mà họ cho là sự can thiệp do Mỹ dẫn đầu trong kết quả bỏ phiếu, và kết quả đó đã góp phần làm gia tăng tình cảm chống phương Tây tại Trung Quốc cũng như mở ra một giai đoạn căng thẳng mới trong quan hệ Trung – Mỹ.
| Thành phố  | Quốc gia   | Vòng | Vòng | Vòng | Vòng |
| Thành phố  | Quốc gia   | 1    | 2    | 3    | 4    |
| ---------- | ---------- | ---- | ---- | ---- | ---- |
| Sydney     | Úc         | 30   | 30   | 37   | 45   |
| Bắc Kinh   | China      | 32   | 37   | 40   | 43   |
| Manchester | Anh Quốc   | 11   | 13   | 11   | —    |
| Berlin     | Đức        | 9    | 9    | —    | —    |
| Istanbul   | Thổ Nhĩ Kỳ | 7    | —    | —    | —    |

## Môn thể thao
Chương trình Thế vận hội Mùa hè 2000 bao gồm 300 nội dung thi đấu thuộc 28 môn thể thao sau đây:
| \| - Thể thao dưới nước - Nhảy cầu (8) - - Bơi lội (32) - - Bơi nghệ thuật (2) - - Bóng nước (2) - Bắn cung (4) - Điền kinh (46) - Cầu lông (5) - Bóng chày (1) - Bóng rổ (2) - Quyền Anh (12) \| - Canoeing - - Sprint (12) - Slalom (4) - Xe đạp - - Đường trường (4) - Lòng chảo (12) - Địa hình (2) - Đua ngựa - - Dressage (2) - Eventing (2) - Show jumping (2) - Đấu kiếm (10) \| - Khúc côn cầu (2) - Bóng đá (2) - Thể dục dụng cụ - - Nghệ thuật (14) - Nhịp điệu (2) - Trampoline (2) - Bóng ném (2) - Judo (14) - Năm môn phối hợp hiện đại (2) - Chèo thuyền (14) - Thuyền buồm (11) - Bắn súng (17) \| - Bóng mềm (1) - Bóng bàn (4) - Taekwondo (8) - Quần vợt (4) - Ba môn phối hợp (2) - Bóng chuyền - - Bóng chuyền (2) - Bóng chuyền bãi biển (2) - Cử tạ (15) - Vật - - Tự do (8) - Greco-Roman (8) \| | | | |
| - Thể thao dưới nước - Nhảy cầu (8) - - Bơi lội (32) - - Bơi nghệ thuật (2) - - Bóng nước (2) - Bắn cung (4) - Điền kinh (46) - Cầu lông (5) - Bóng chày (1) - Bóng rổ (2) - Quyền Anh (12) | - Canoeing - - Sprint (12) - Slalom (4) - Xe đạp - - Đường trường (4) - Lòng chảo (12) - Địa hình (2) - Đua ngựa - - Dressage (2) - Eventing (2) - Show jumping (2) - Đấu kiếm (10) | - Khúc côn cầu (2) - Bóng đá (2) - Thể dục dụng cụ - - Nghệ thuật (14) - Nhịp điệu (2) - Trampoline (2) - Bóng ném (2) - Judo (14) - Năm môn phối hợp hiện đại (2) - Chèo thuyền (14) - Thuyền buồm (11) - Bắn súng (17) | - Bóng mềm (1) - Bóng bàn (4) - Taekwondo (8) - Quần vợt (4) - Ba môn phối hợp (2) - Bóng chuyền - - Bóng chuyền (2) - Bóng chuyền bãi biển (2) - Cử tạ (15) - Vật - - Tự do (8) - Greco-Roman (8) |

Mặc dù các môn thể thao biểu diễn đã bị bãi bỏ kể từ sau Thế vận hội Mùa hè 1992, Thế vận hội Sydney vẫn đưa môn đua xe lăn vào chương trình điền kinh dưới hình thức thi đấu biểu diễn.
Các điều kiện kiểm dịch đặc biệt đã được áp dụng để cho phép ngựa được nhập cảnh vào Úc nhằm tham gia các nội dung cưỡi ngựa, tránh việc phải tổ chức các môn này ở quốc gia khác như từng xảy ra tại Thế vận hội Mùa hè 1956 ở Melbourne.

## Các quốc gia tham dự
Có tổng cộng 199 Ủy ban Olympic quốc gia (NOC) tham gia Thế vận hội Sydney 2000, nhiều hơn hai đoàn so với Thế vận hội Mùa hè 1996. Ngoài ra, còn có 4 vận động viên Đông Timor tham dự dưới tư cách Vận động viên Olympic cá nhân, do quốc gia của họ chưa có Ủy ban Olympic được công nhận chính thức vào thời điểm đó. Eritrea, Liên bang Micronesia và Palau lần đầu tiên góp mặt tại Thế vận hội lần này. Cộng hòa Dân chủ Congo trở lại thi đấu dưới tên gọi này, sau khi từng tham gia với tên Zaire trong giai đoạn từ 1984 đến 1996.
Afghanistan là quốc gia duy nhất từng tham dự Thế vận hội 1996 nhưng không góp mặt tại Thế vận hội 2000. Lý do là vì Ủy ban Olympic Afghanistan bị cấm tham gia do chế độ độc tài Taliban kiểm soát đất nước, với các chính sách áp bức phụ nữ và cấm các hoạt động thể thao.
| - Albania (5) - Algérie (47) - Samoa thuộc Mỹ (5) - Andorra (5) - Angola (30) - Antigua và Barbuda (3) - Argentina (143) - Armenia (25) - Aruba (5) - Úc (632) (chủ nhà) - Áo (92) - Azerbaijan (29) - Bahamas (25) - Bahrain (4) - Bangladesh (4) - Barbados (18) - Belarus (139) - Bỉ (68) - Belize (2) - Bénin (4) - Bermuda (6) - Bhutan (2) - Bolivia (5) - Bosna và Hercegovina (9) - Botswana (7) - Brasil (205) - Quần đảo Virgin thuộc Anh (1) - Brunei (1) - Bulgaria (91) - Burkina Faso (2) - Burundi (6) - Campuchia (4) - Cameroon (34) - Canada (294) - Cabo Verde (2) - Quần đảo Cayman (3) - Trung Phi (3) - Tchad (2) - Chile (50) - Trung Quốc (271) - Colombia (44) - Comoros (2) - Cộng hòa Dân chủ Congo (3) - Cộng hòa Congo (4) - Quần đảo Cook (3) - Costa Rica (7) - Bờ Biển Ngà (14) - Croatia (88) - Cuba (229) | - Síp (22) - Cộng hòa Séc (119) - Đan Mạch (97) - Djibouti (2) - Dominica (4) - Cộng hòa Dominica (13) - Ecuador (10) - Ai Cập (89) - El Salvador (8) - Guinea Xích Đạo (4) - Eritrea (3) - Estonia (33) - Ethiopia (26) - Fiji (7) - Phần Lan (70) - Pháp (336) - Gabon (5) - Gambia (2) - Gruzia (36) - Đức (422) - Ghana (22) - Anh Quốc (332) - Hy Lạp (140) - Grenada (3) - Guam (7) - Guatemala (15) - Guinée (6) - Guiné-Bissau (3) - Guyana (4) - Haiti (5) - Honduras (20) - Hồng Kông (31) - Hungary (178) - Iceland (18) - Ấn Độ (65) - Indonesia (47) - Iran (35) - Iraq (4) - Ireland (64) - Israel (39) - Ý (361) - Jamaica (48) - Nhật Bản (266) - Jordan (8) - Kazakhstan (130) - Kenya (56) - CHDCND Triều Tiên (31) - Hàn Quốc (281) - Kuwait (29) - Kyrgyzstan (18) | - Lào (3) - Latvia (45) - Liban (6) - Lesotho (6) - Liberia (8) - Libya (3) - Liechtenstein (2) - Litva (61) - Luxembourg (7) - Macedonia (8) - Madagascar (11) - Malawi (2) - Malaysia (40) - Maldives (4) - Mali (5) - Malta (7) - Mauritanie (2) - Mauritius (20) - México (78) - Micronesia (5) - Moldova (34) - Monaco (4) - Mông Cổ (20) - Maroc (55) - Mozambique (5) - Myanmar (7) - Namibia (12) - Nauru (2) - Nepal (5) - Hà Lan (243) - Antille thuộc Hà Lan (7) - New Zealand (151) - Nicaragua (6) - Niger (4) - Nigeria (83) - Na Uy (95) - Oman (6) - Pakistan (26) - Palau (5) - Palestine (2) - Panama (6) - Papua New Guinea (5) - Paraguay (5) - Perú (21) - Philippines (21) - Ba Lan (187) - Bồ Đào Nha (62) - Puerto Rico (29) - Qatar (17) - România (145) | - Nga (435) - Rwanda (5) - Saint Kitts và Nevis (2) - Saint Lucia (5) - Saint Vincent và Grenadines (4) - Samoa (5) - San Marino (4) - São Tomé và Príncipe (2) - Ả Rập Xê Út (77) - Sénégal (26) - Seychelles (9) - Sierra Leone (3) - Singapore (14) - Slovakia (114) - Slovenia (74) - Quần đảo Solomon (2) - Somalia (2) - Nam Phi (127) - Tây Ban Nha (326) - Sri Lanka (18) - Sudan (3) - Suriname (4) - Eswatini (6) - Thụy Điển (149) - Thụy Sĩ (105) - Syria (8) - Đài Bắc Trung Hoa (74) - Tajikistan (4) - Tanzania (4) - Thái Lan (52) - Togo (3) - Tonga (3) - Trinidad và Tobago (19) - Tunisia (47) - Thổ Nhĩ Kỳ (57) - Turkmenistan (8) - Uganda (13) - Ukraina (230) - UAE (4) - Hoa Kỳ (586) - Uruguay (14) - Uzbekistan (70) - Vanuatu (3) - Venezuela (50) - Việt Nam (7) - Quần đảo Virgin thuộc Mỹ (9) - Yemen (2) - Cộng hòa Liên bang Nam Tư (111) - Zambia (8) - Zimbabwe (16) |

## Bảng tổng sắp huy chương
Đây là 10 quốc gia xếp hạng cao nhất tại Thế vận hội Mùa hè 2000.
| Hạng                | NOC                 | Vàng | Bạc | Đồng | Tổng số |
| ------------------- | ------------------- | ---- | --- | ---- | ------- |
| 1                   | Hoa Kỳ‡             | 37   | 24  | 32   | 93      |
| 2                   | Nga‡                | 32   | 28  | 29   | 89      |
| 3                   | Trung Quốc          | 28   | 16  | 14   | 58      |
| 4                   | Úc                  | 16   | 25  | 17   | 58      |
| 5                   | Đức‡                | 13   | 17  | 26   | 56      |
| 6                   | Pháp                | 13   | 14  | 11   | 38      |
| 7                   | Ý                   | 13   | 8   | 13   | 34      |
| 8                   | Hà Lan              | 12   | 9   | 4    | 25      |
| 9                   | Cuba                | 11   | 11  | 7    | 29      |
| 10                  | Anh Quốc            | 11   | 10  | 7    | 28      |
| Tổng số (10 đơn vị) | Tổng số (10 đơn vị) | 186  | 162 | 160  | 508     |